# Ness Ziona
Ness Ziona (em hebraico:  נֵס צִיּוֹנָה, Nes Tziyona) é uma cidade de Israel, no distrito Central, com 50 351 habitantes. Ness Ziona foi fundada em 1883 por Reuven Lerer, um judeu de Odessa.

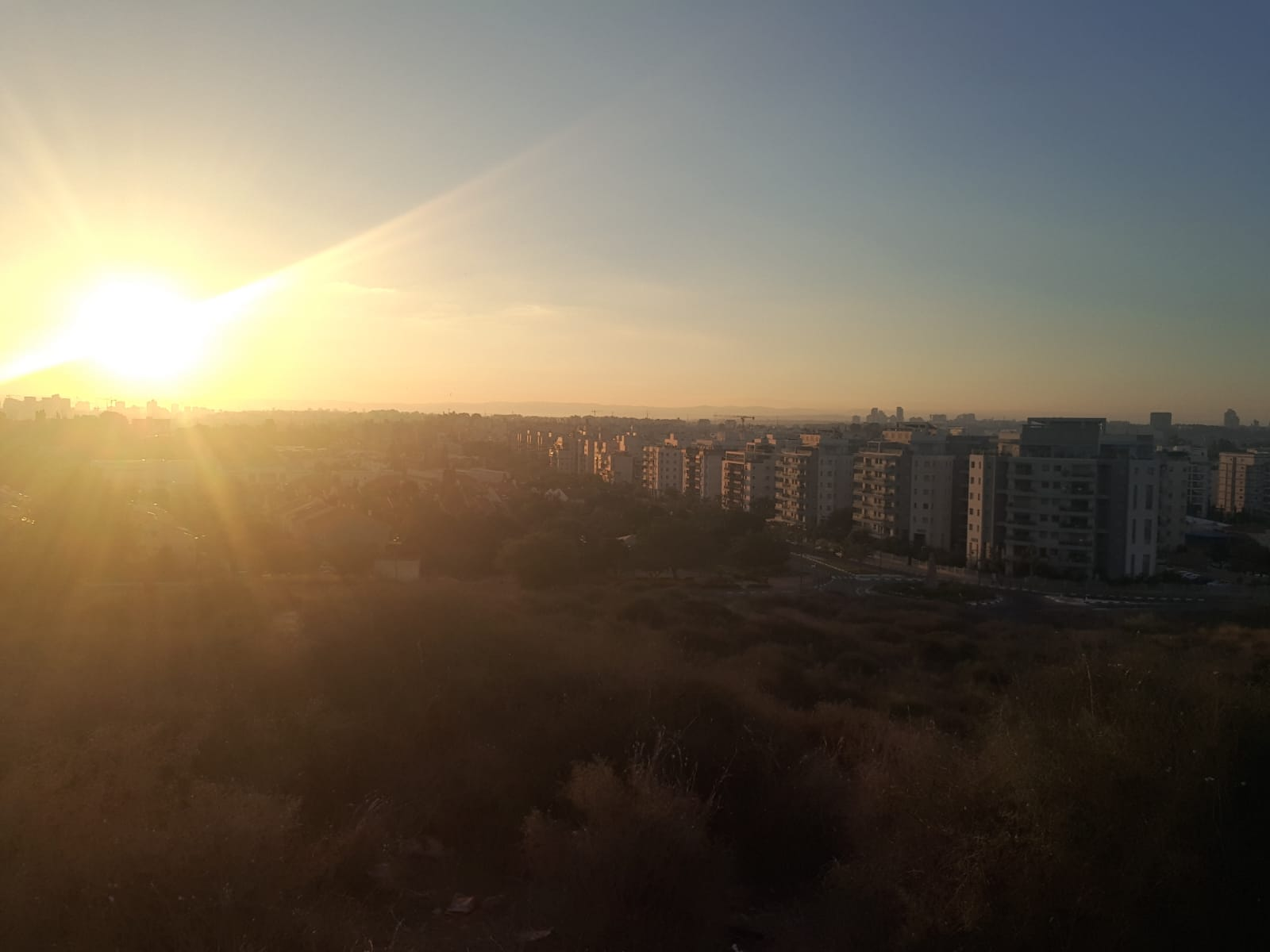
Ness Ziona do Parque Nacional das Colinas de Kurkar, 2018